# Нарцисс (Караваджо)
«Нарцисс» (итал. Narciso) — картина итальянского художника Караваджо, написанная им в 1597—1599 годах. Ныне она хранится в Национальной галерее старинного искусства в Риме.
Изначально картину атрибутировал Караваджо Роберто Лонги в 1916 году. Известны всего две работы художника на сюжеты из классической мифологии, хотя это связано скорее с вопросами сохранности, чем с направленностью его творчества. Нарцисс, согласно легенде, изложенной в «Метаморфозах» Овидия, — красивый юноша, влюбившийся в своё собственное отражение. Не в силах оторваться от него, он умер от своей страсти и, даже пересекая Стикс, продолжал смотреть на своё отражение.
История Нарцисса часто упоминалась или пересказывалась в литературе, например, Данте Алигьери и Франческо Петраркой. Она была хорошо известна и в кругах коллекционеров, в которых Караваджо вращался в тот период, таких как кардинал Франческо Мария дель Монте и банкир Винченцо Джустиниани. Друг Караваджо, поэт Джамбаттиста Марино, создал описание Нарцисса.
История Нарцисса была особенно привлекательна для художников. По словам теоретика Возрождения Леона Баттисты Альберти: «изобретателем живописи … был Нарцисс … Что такое живопись, если не возможность, посредством искусства, заключить в объятия ту самую водную гладь?».
Караваджо изобразил юношу-пажа в элегантном парчовом камзоле, склонившегося обеими руками над водой и глядящего на своё искажённое отражение. Картина передаёт атмосферу задумчивой меланхолии: фигура Нарцисса, вместе со своим отражением, находится в замкнутом круге, за пределами которого — тьма, так что он составляет единственную реальность в этой картине.